# 이사명의 처 가림조씨 및 이희지의 처 연일정씨 정려
이사명의 처 가림조씨 및 이희지의 처 연일정씨 정려는 충청남도 부여군 규암면 진변리에 있는 건축물이다. 2012년 8월 28일 부여군의 향토문화유산 제117호로 지정되었다.

## 개요
정면 2칸(4.2m), 측면 1칸(2.1m)의 3량 가구구조이며, 지붕은 맞배지붕이다. 1722년 영조의 특명으로 세워진 정려는 1908년에 중수되었다. 정려 건축이 가지는 전형적인 형태와 구조를 가지고 있으며, 특히 정려의 관계자가 조선후기 서인과 노론의 중심에 서 있는 문인들로 그 역사적 가치가 있다.